# Heavenly Days
Pour plus de détails, voir Fiche technique et Distribution.
Heavenly Days est un film américain écrit et réalisé par Howard Estabrook, sorti en 1944.
Cette comédie en noir et blanc, adaptée de la série radiophonique Fibber McGee and Molly (en), est le troisième et dernier long métrage au sujet de personnalités populaires de la radio. Contrairement aux deux films précédents, aucun acteur de l'émission de radio n’apparaît comme acteur de soutien dans le film.

## Synopsis
Un homme, Fibber McGee et une femme, Molly vont se mêler de façon innocente aux affaires du gouvernement fédéral.

## Distribution
- Jim Jordan : Fibber McGee / Ghost of fife player
- Marian Jordan : Molly McGee
- Eugene Pallette : Senator Bigbee
- Gordon Oliver : Dick Martin
- Raymond Walburn : Mr. Popham
- Barbara Hale : Angie
- Donald Douglas : Dr. George Gallup (comme Don Douglas)
- Frieda Inescort : Ettie Clark
- Irving Bacon : Tower, the Butler
- The King's Men : Soldier Quartet
- Bob Alden : Soldier (non crédité)
- Erville Alderson : Farmer (non crédité)
- Oleg Balaeff : Russian Boy (non crédité)
- Brandon Beach : Senator (non crédité)
- Helena Benda : Czech Lady (non crédité)
- John Benson : Soldier (non crédité)
- Sammy Blum : Train Conductor (non crédité)
- John Bogden : Soldier (non crédité)
- Tom Burton : Office Worker (non crédité)
- Chester Carlisle : Sergeant-at-Arms (non crédité)
- James Carlisle : Senator (non crédité)
- Gordon Carveth : Senator (non crédité)
- Wheaton Chambers : Well-Wisher (non crédité)
- Lane Chandler : Minute Man (non crédité)
- Edward Clark : Sam, the Gallup Clerk (non crédité)
- Harry Clay : Officer Worker (non crédité)
- Victor Cutler : Soldier (non crédité)
- Joel Davis : Drinkwater - English Boy (non crédité)
- John Dawson : Military Police Officer (non crédité)
- Yvette Dugay : Emica - Greek Girl (non crédité)
- Johnny Duncan : Teenager Blowing Noisemaker (non crédité)
- Bertha Egnos : French Woman (non crédité)
- John Elliott : An Average Citizen (non crédité)
- Herbert Evans : Senator (non crédité)
- Jim Farley : Senator (non crédité)
- Kenneth Farrell : Union Soldier (non crédité)
- Bertha Feducha : French Lady (non crédité)
- J.C. Fowler : Senator (non crédité)
- Fred Fox : Senator (non crédité)
- Ronald Gaye : Drummer Boy (non crédité)
- Joseph W. Girard : Senator (non crédité)
- Edmund Glover : Soldier (non crédité)
- Charles Griffin : Bit Part (non crédité)
- Henry Hall : Senator (non crédité)
- Sherry Hall : Well-Wisher (non crédité)
- Mary Halsey : Officer Worker (non crédité)
- Marjorie Henderson : Girl (non crédité)
- Henry Herbert : Senator (non crédité)
- Russell Hopton : Remorse - News Photographer (non crédité)
- Edward Howard : Soldier (non crédité)
- Arthur Stuart Hull : Executive (non crédité)
- Harry Humphrey : Southern Senator (non crédité)
- John Ince : Senator (non crédité)
- Teddy Infuhr : Czech Boy (non crédité)
- Lloyd Ingraham : Senator (non crédité)
- Coulter Irwin : Office Worker (non crédité)
- Selmer Jackson : Sunday Editor (non crédité)
- Elmer Jerome : Bit Part (non crédité)
- Sheldon Jett : Big Fat Man (non crédité)
- Jimmy Jordan : Bit Role (non crédité)
- Erwin Kalser : Drummer Boy (non crédité)
- Daun Kennedy : Office Worker (non crédité)
- Carl Kent : Soldier (non crédité)
- Rosemary LaPlanche : Bit Part (non crédité)
- Stella LeSaint : Bit Role (non crédité)
- Wilbur Mack : Senator (non crédité)
- Jimmy Marr : Soldier (non crédité)
- Beatrice Maude : Cook (non crédité)
- Norman Mayes : Waiter (non crédité)
- Frank Mayo : An Average Citizen (non crédité)
- Eva McKenzie : Clerk (non crédité)
- Freddie Mercer : Scout (non crédité)
- Bert Moorhouse : Sergeant-at-Arms (non crédité)
- Edmund Mortimer : Senator (non crédité)
- Emory Parnell : Detective (non crédité)
- Louis Payne : Senator (non crédité)
- Edward Peil Sr. : Senator (non crédité)
- Dena Penn : Louisa - Belgian Girl (non crédité)
- Gil Perkins : Confederate Soldier (non crédité)
- Patricia Prest : Katrina - Dutch Girl (non crédité)
- George Reed : Bigbee's Servant (non crédité)
- Elaine Riley : Secretary (non crédité)
- Mike Road : Soldier (non crédité)
- Clinton Rosemond : Servant (non crédité)
- Dick Rush : Senator (non crédité)
- Virginia Sale : Clark's Secretary (non crédité)
- John Shaw : Office Worker (non crédité)
- Molio Sheron : Russian (non crédité)
- Walter Soo Hoo : Yen Choy - Chinese Boy (non crédité)
- Edwin Stanley : Vice President Wallace (non crédité)
- Glen Stephens : Military Police Officer (non crédité)
- Ken Stewart : Soldier (non crédité)
- Margie Stewart : Bit Part (non crédité)
- Robert Strong : Soldier (non crédité)
- John M. Sullivan : Senator (non crédité)
- Maurice Tauzin : Pepi - French Boy (non crédité)
- Richard Thorne : World War I Soldier (non crédité)
- Charles Trowbridge : Alvin Clark (non crédité)
- Charles Van : Soldier (non crédité)
- Alan Ward : Detective (non crédité)
- Bryant Washburn : Airport Official (non crédité)
- Larry Wheat : Butler (non crédité)
- Chili Williams : Office Worker (non crédité)
- Steve Winston : Office Worker (non crédité)
- William Yip : Chinese Man (non crédité)
- Esther Zeitlin : Russian Woman (non crédité)